# جيم ثورب
جيمس فرانسيس (بالإنجليزية: Jim Thorpe) «جيم» ثورب (ساك وفوكس (سوك): Wa-Tho-Huk، وتعني «الطريق المُضيء»؛ وُلد في 28 من مايو 1888م – وتُوفى في 28 من مارس 1953م) كان رياضيًا أمريكيًا وهو من سلالة مختلطة (أمريكي أصلي وقوقازي). ويُعد ثورب أحدالرياضيين البارعين في الرياضات الحديثة، فقد فاز بعدة ميداليات ذهبية أوليمبية في المسابقة الخُماسية وأيضًا المسابقة العشارية في عام 1912م، كما لعب كرة القدم الأمريكية (المنتخبات الجامعية والمحترفة) ولَعِب في الفِرق المحترفة في رياضتي البيسبول (كرة القاعدة) وكذلك كرة السلة. وقد خسر ألقابه الأولمبية وذلك بعد أن كُشف النقاب عن تلقيه راتبًا للمشاركة في موسمين من مباريات البيسبول نصف النهائية للمحترفين قبل أن يتنافس في الأولمبياد، وبذلك خالف قواعد الهواة. وبعد مرور ثلاثين عامًا على وفاته أي في عام 1983م، قامت اللجنة الأولمبية الدولية (IOC) بإعادة ألقابه الأولمبية.
وحيث إنه ينحدر من سلالتي الأمريكيين الأصليين والأوروبيين الأمريكيين، فقد تربّى ثورب في ساك وفوكس (Sac and Fox) في أوكلاهوما. وشارك ثورب في العديد من الفِرَق المكوَّنة من أمريكيين أصليين طوال مسيرته، كما «تنقَّل» كلاعب كرة سلة محترف مع فريقه الذي يتكون أعضاؤه من الأمريكيين الأصليين بشكل كامل.
ولَعِب ثورب في الرياضات المحترفة حتى بلغ عمره 41، حيث تزامنت نهاية مسيرته الرياضية مع الكساد الكبير. بعد ذلك، كافح ثورب من أجل أن يكسب رزقه، فعَمِل في بعض الوظائف الغريبة. وقد عانى ثورب من إدمانه للكحوليات، وعاش سنواته الأخيرة وهو يعاني من تدهور صحته وحالته المادية الفقيرة.
وفي استطلاع لآراء الجماهير الرياضية التي أجرته هيئة الإذاعة الأمريكية;للرياضة، تُوج ثورب بلقب أعظم رياضي في القرن العشرين من بين 15 رياضيًا آخرين، من بينهم محمد علي وبابي روث وجيسي أوينز وواين جريتزكي وجاك نيكلاوس وأيضًا مايكل جوردن.

## كتابات أخرى
- Benjey, Tom. Doctors, Lawyers, Indian Chiefs. Carlisle, PA: Tuxedo Press, 2008. ISBN 978-0-9774486-7-8
- Buford, Kate. Native American Son: The Life and Sporting Legend of Jim Thorpe (Knopf, 2010), 496pp; major biography. ISBN 978-0-375-41324-7. NewYork Times review
- "In the Matter of Jacobus Franciscus Thorpe" in Bill Mallon and Ture Widlund, The 1912 Olympic Games — Results for All Competitors in All Events, with Commentary. Jefferson, NC: McFarland, 2002. ISBN 0-7864-1047-7
- Newcombe, Jack. The Best of the Athletic Boys: The White Man's Impact on Jim Thorpe. Garden City, NY: Doubleday, 1975. ISBN 0-385-06186-2
- Updyke, Rosemary Kissinger. Jim Thorpe, the Legend Remembered. Gretna, LA: Pelican, 1997. ISBN 1-56554-539-7
- Wallechinsky, David. The Complete Book of the Summer Olympics. Woodstock, NY: Overlook Press, 2000. ISBN 1-58567-046-4

## وصلات خارجية
- جيم ثورب على موقع الاتحاد الأمريكي لسباقات المضمار والميدان، قاعة المشاهير (الإنجليزية)
- جيم ثورب على موقع دوري كرة القاعدة الرئيسي (الإنجليزية)
- جيم ثورب على موقعبيزبول رفرنس.كوم (الدوري الرئيسي) (الإنجليزية)
- جيم ثورب على موقعبيزبول رفرنس.كوم (الدوري الثانوي) (الإنجليزية)
- جيم ثورب على موقع مشجعي الرسوم البيانية (الإنجليزية)
- جيم ثورب على موقع مرجع كرة القدم المحترفة.كوم (الإنجليزية)
- جيم ثورب على موقع اللجنة الأولمبية الدولية (الإنجليزية)
- جيم ثورب على موقع أوليمبيديا (الإنجليزية)
- Pro Football Hall of Fame member profile
- College Football Hall of Fame member profile
- Jim Thorpe Association
- Jim Thorpe's bio, U.S. Olympic Team
- Jim Thorpe's IOC bio

(includes pictures of monument and statue)
- Jack McCallum, "The Regilding Of A Legend" نسخة محفوظة 14 يونيو 2009 على موقع واي باك مشين., Sports Illustrated, October 25, 1982
- Ongoing Research Project Uniform Numbers of the NFL Pre-1933
- Jim Thorpe House Museum
- Jim Thorpe, stars in 1932 film ALWAYS KICKIN'
- جيم ثورب على موقع IMDb (الإنجليزية)
- جيم ثورب على موقع الموسوعة البريطانية (الإنجليزية)
- جيم ثورب على موقع إن إن دي بي (الإنجليزية)
- جيم ثورب على موقع قاعدة بيانات الفيلم (الإنجليزية)